# Marquises-szigeteki tengerilégykapó
A Marquises-szigeteki tengerilégykapó (Pomarea mendozae) a madarak (Aves) osztályának verébalakúak (Passeriformes) rendjébe, ezen belül a császárlégykapó-félék (Monarchidae) családjába tartozó faj.

## Előfordulása
A Marquises-szigeteki tengerilégykapó Francia Polinézia egyik endemikus madara, mely kizárólag a Marquises-szigetek egyik kis szigetén él ma már.

## Alfajai
- Pomarea mendozae mendozae (Hartlaub, 1854) - a Marquises-szigetek közül Hiva Oa és Tahuata szigetén volt honos, utoljára 1975-ben látták, nagy valószínűséggel kihalt.
- Pomarea mendozae motanensis (Murphy & Mathews, 1928) - nagyon kis számban fennmaradt alfaj, mely kizárólag Mohotani szigetén honos.

Eredetileg további két alfaját is nyilvántartották, de ezeket 2012-ben különálló fajoknak nyilvánították
- Ua Pou-szigeti tengerilégykapó (Pomarea mira) Murphy & Mathews, 1928 – kihalt
- Nuku Hiva-szigeti tengerilégykapó (Pomarea nukuhivae) Murphy & Mathews, 1928 – kihalt

## Életmódja
Ez a madár a trópusi száraz erdőkben és a nedves bozótosokban él. A Pisonia-erdőkben fészkel. 2000-ben 80-125 költőpárt számoltak. Egy hektáron 4-5 költőpár lehet. Élőhelyének elvesztése veszélyezteti a Pomarea mendozaet.

## Fordítás
- Ez a szócikk részben vagy egészben  a   Marquesan Monarch című angol Wikipédia-szócikk ezen változatának fordításán alapul.  Az eredeti cikk szerkesztőit annak laptörténete sorolja fel. Ez a jelzés csupán a megfogalmazás eredetét és a szerzői jogokat jelzi, nem szolgál a cikkben szereplő információk forrásmegjelöléseként.